# Луиш Фабиано
Луиш Фабиано Клементе (на португалски: Luís Fabiano Clemente, произнася се най-близко до Луиш Фабиану Клименти) е бразилски футболист, който играе като нападател в бразилския Сао Паоло и за Бразилския Национален отбор. Роден е на 8 ноември 1980 година в Кампинас, Сао Пауло, Бразилия.

## Състезателна кариера
Започва да играе футбол в Понте Прета. Следва разочароващ трансфер във френското футболно първенство. През 2000 година едва 17-годишен преминава в отбора от Лига 1 – Рен. Само след един сезон в Европа се завръща в родината си, за да облече екипа на гранда Сао Пауло.
За три сезона в клуба изиграва 85 мача и вкарва впечатляващите 61 гола. С головете си допринася за спечелването на Копа Либертадорес през 2004 година.
Играе рамо до рамо с Кака, но клубът изпада в лошо икономическо състояние и се налага да продаде най-добрите си футболисти.
Част е от бразилския национален отбор, спечелил турнира Копа Америка през 2004 година.
Същата година се завръща в Европа и подписва с португалския Порто, а трансферната сума е € 10 милиона. Престоят му при „драконите“ също е разочароващ, като в 22 срещи, Луиш отбелязва едва 2 гола. След края на сезона решава да пробва късмета си в Примера Дивисион, като подписва с Севиля.
На 10 май 2006 г., Фабиано вкарва един от головете при разгромната победа на Севиля над Мидълзбро с 4:0 във финала за Купата на УЕФА.
През сезон 2007 – 08, Луиш завършва на второ място след Дани Гуиса сред голмайсторите на Примера Дивисион с 24 гола, от които само 2 след изпълнение на дузпи. С тези си изяви той се утвърждава като неизменен титуляр както в севилския клуб, така и в отбора на „селесао“.
През юли 2008 Луиш Фабиано слага край на всякакви спекулации, пращащи го в различни европейски клубове. Голмайсторът подписва нов договор със Севиля до лятото на 2011 година. Бразилецът обаче има клауза в договора, според която може да разтрогне срещу € 25 милиона. Интересен факт е, че Севиля държи едва 35% от правата на състезателя. Останалите 65% са собственост на компанията „Глобал Сокър Инвестмънт“ (GSI).
През 2011 се завръща в Сао Пауло.

### Лоша слава
Докато играе в родината си за Сао Пауло, Луиш Фабиано си спечелва славата на „лошотото момче“ на бразилския футбол. В мач срещу аржентинския Ривър Плейт за Копа Судамерикана през 2003 година, влиза много грубо на състезател от противниковия отбор. Потърпевшият е откаран в болница, а Фабиано получава червен картон. Наказан е с лишаване от състезателни права за 3 мача, а наказанието му важи за всички международни срещи, включително и за Националния отбор.

## Семейни драми
През 2005 г. похитители отвличат майка му с цел – откуп. Освободена е от полицията след 61 дни прекарани в плен.

На 22 февруари 2008 година двама въоръжени с пистолети мъже нахлуват и ограбват къщата му в Севиля, докато голмайстора тренира със своя отбор.

## Статистика
Статистика голове
- към 31 август 2008

| Дата             | Място                | Среща                 | Голове     | Мач               |
| ---------------- | -------------------- | --------------------- | ---------- | ----------------- |
| 11 юни 2003      | Абуджа, Нигерия      | Нигерия 0:3 Бразилия  | 1 (37')    | Приятелски        |
| 28 април 2004    | Будапеща             | Унгария 1:4 Бразилия  | 2 (35'43') | Приятелски        |
| 6 юни 2004       | Сантяго де Чиле Чили | Чили 1 – 1 Бразилия   | 1 (15')    | Квалификации Св П |
| 8 юли 2004       | Перу                 | Бразилия 1 – 0 Чили   | 1 (90')    | Копа Америка      |
| 14 юли 2004      | Перу                 | Бразилия 1:2 Парагвай | 1 (35')    | Копа Америка      |
| 21 ноември 2007  | Сао Пауло Бразилия   | Бразилия 2:1 Уругвай  | 2 (45'64') | Квалификации Св П |
| 31 май 2008      | Сиатъл САЩ           | Канада 2:3 Бразилия   | 1 (44')    | Приятелски        |
| 7 септември 2008 | Сантяго де Чиле Чили | Чили 0 – 3 Бразилия   | 2 (21'83') | Квалификации Св П |

## Отличия

### Клубни
- Сао Пауло
  - Турнир Рио-Сао Пауло – 2001
- Порто
  - Междуконтинентална купа – 2004
- Севиля
  - Купа на УЕФА (2) – 2006, 2007
  - Суперкупа на УЕФА – 2006
  - Примера Дивисион – 2007
  - Суперкупа на Испания – 2007

### Национален отбор
- Бразилия
  - Копа Америка – 2004

### Лични
- Bola де Prata (Сребърна топка) – 2003
- Голмайстор на Бразилското първенство – 2002
- Голмайстор Кампеоната Паулища (Campeonato Paulista) – 2003
- Голмайстор на Копа Либертадорес – 2004